# Andreas F. Rook
Andreas F. Rook (* 1966 in der Deutschen Demokratischen Republik) ist ein deutscher Hörfunk- und Fernsehmoderator.
Rook wuchs in Thüringen auf. Nach dem Besuch der Oberschule und einem dreijährigen Wehrdienst beim Wachregiment „Feliks Dzierzynski“ des Ministeriums für Staatssicherheit absolvierte er ab 1988 ein Studium der Journalistik und ab 1991 der Osteuropawissenschaften an der Universität Leipzig.
Seit 1992 ist er beim Mitteldeutschen Rundfunk beschäftigt und moderiert dort das Nachrichtenmagazin Sachsenspiegel und die Talkshow Fakt ist! aus Dresden.